# 宮崎敬介 (実業家)

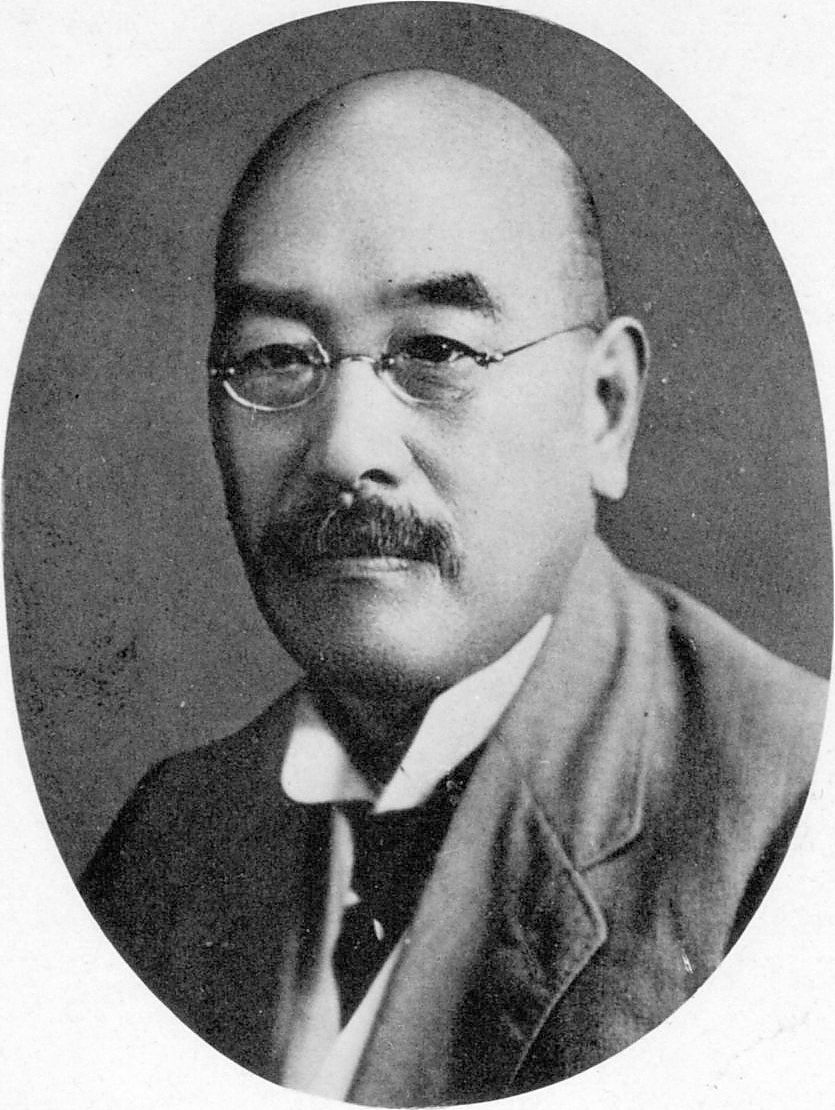
肖像写真

宮崎 敬介（みやざき けいすけ、1866年12月23日〈慶應2年11月17日〉 - 1928年〈昭和3年〉10月17日）は、明治末期から昭和初期にかけて活動した大阪の実業家。大阪堂島米穀取引所理事長、神戸商品取引所理事長、大阪電灯社長、大同電力副社長を歴任し、大阪土地建物や門司築港を創設するなど、関西実業界の重鎮として活躍した。旧姓は角中、別名は主一郎。

## 経歴
宮崎敬介は、慶應2年11月17日（1866年12月23日）、角中豊平の四男として生まれた。出身は熊本県天草郡・天草上島の島子村（有明町を経て現・天草市）。生まれは東京、または大阪ともされる。熊本県人・宮崎勇太郎の養子となり宮崎姓を称し、1895年（明治28年）に分家した。東京の立教大学校を出て聖公会の宣教師となる。東京・三一神学校（現・聖公会神学院）でも学んだ。

聖公会・浅草講義所の専任伝道師であった名出保太郎が、築地三一教会へ転出した後を受けて、1891年（明治24年）4月に浅草講義所の専任伝道師となる。仮司牧者としての奉職であった。翌月（5月）には、新たな会堂（初代浅草聖ヨハネ教会礼拝堂・黒船町教会）を建設する借地（淺草区黒船町28番地）を得て、同年9月に竣工し、同月27日に主教であるチャニング・ウィリアムズの司式で献堂式が行われ、浅草講義所は浅草聖ヨハネ教会と称するようになった。

元々浅草講義所は、1876年（明治9年）に一致教会の宣教師ディビッド・タムソンが管下にある淺草廣小路の講義所を三間町に移転する際に、聖公会のW・B・クーパー（William B. Cooper）が譲渡を受けて開設し、その後、深川三一教会に所属していた名出保太郎が専任伝道師として継承していた講義所である。また講義所は開設から浅草界隈で何度も移転している。
1892年（明治25年）に浅草聖ヨハネ教会の職を辞任し、アメリカ合衆国に留学する。この時、同窓生である早川喜四郎（後の平安女学院院長）、大塚惟明（後の南海電気鉄道社長、千日土地建物取締役、元大阪市議）も米国に同行した。米国では布教活動にもあたる。帰国後は一転して財界に身を投じて東京株式取引所の株式仲買人となった。
1903年（明治36年）関西財界に転じて大阪堂島米穀取引所の支配人に就任する。2年後の1905年（明治38年）1月には浜崎永三郎の理事長就任とともに宮崎も理事に昇格した。1915年（大正4年）1月監査役に転じるが、日本積善銀行事件で当時の理事長高倉為三が失脚すると宮崎が後任理事長に推された。理事長在任期間は1922年（大正11年）12月から1925年（大正14年）5月までである。大阪堂島米穀取引所以外には大阪株式取引所にも長く関係しており、1906年（明治39年）12月から2年間、また1912年（大正元年）12月から1923年（大正12年）2月にかけて理事に在任した。米穀取引所または株式取引所を代表し、1907年（明治40年）から1925年にかけて大阪商業会議所議員も務めている。
1918年（大正7年）版の『人事興信録』によると、宮崎は株式仲買業を営みつつ大阪株式取引所常務理事・大阪堂島米穀取引所監査役に在任、さらに大阪土地建物（「新世界」を開発）社長やその他7社の役員を兼ね、大阪市会議員にも当選していた。実業家としては相場師島徳蔵（1916年 - 1927年大阪株式取引所理事長）と組むことが多く、島の「乾児」であると評された。1918年12月、大阪電灯の取締役にも就任、次いで翌1919年（大正8年）12月に同社社長に昇格した。以後、後述のように1923年の大阪電灯解散まで社長に在任している。この間の1921年（大正10年）、電気事業・電熱器具の視察と政府依頼の労働問題研究のため欧米視察に出発、9月カナダに上陸しアメリカ・イギリス・ドイツ・スウェーデンを回りドイツからアメリカ経由で12月帰国した（自著『欧米より帰りて』による）。
1920年（大正9年）3月、島らとともに北九州・門司港の裏門司地区にて埋立事業を行う目的で資本金1000万円の門司築港を設立した。この門司築港については、その開発計画が杜撰であり、会社の資金が政界へ流用されている問題もある、として株主から宮崎・島両名が詐欺・横領・背任罪で告発されるという騒動が1921年9月に発生した。ただし翌年9月この件は不起訴となっている。
1928年（昭和3年）版の『人事興信録』では、大阪土地建物・門司築港社長のほか内外電熱器社長、大同電力副社長、その他3社の役員を兼ねるとある。同年10月17日死去、61歳没。

## 大阪電灯の経営

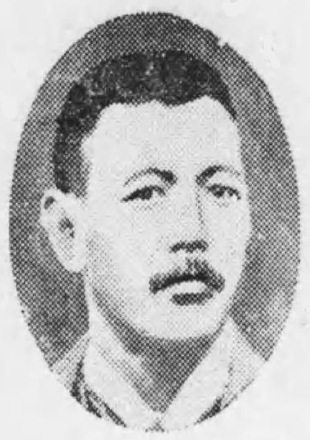
島徳蔵

宮崎は、1919年から1923年にかけての4年間、社長として大阪の電力会社大阪電灯の経営にあたった。
この大阪電灯は1888年（明治21年）に設立された大阪最初、関西地方で見ても2番目の電力会社である。大正前期にかけて、大阪電灯は順調にその規模を拡大し資本金2160万円の会社に発展するが、一方で大阪商船系の新興電力会社宇治川電気の出現や、大阪市内電灯市場の独占と引き換えに市当局から強い規制を課される報償契約の締結など、会社経営には難題がつきまとった。その中で会社を主導していたのが設立時から長く社長を務める土居通夫であった。ところが大阪財界の重鎮であった土居が死去すると対外交渉役が不在となり、2代目社長の永田仁助はその代役たり得ず市当局との増資問題をめぐる交渉に失敗し1918年10月在職1年で辞任してしまった。
1918年12月23日、宮崎や田所美治らが大阪電灯取締役に新任され、うち田所が第3代社長に就任した。しかし田所も前任の永田と同様に短命で、翌1919年10月に辞任してしまう。そこで同年12月、その跡を襲って宮崎が第4代社長に就いた。ただし取締役の島徳蔵（1910年から監査役、1916年末以降取締役）が会社の中心人物であり、宮崎自身も島を「真の執権」であると語っている。
宮崎が大阪電灯に入ったこの時期、会社では石炭価格の暴騰により主電源である火力発電所の発電費が膨張、利益金が大幅に減少して経営悪化が深刻化していた。1920年上期の決算ではついに赤字決算に転落している。経営難は、電気料金の値上げが大阪市当局に認められず不可能であったことも一因である。また永田社長の時代に申請していた倍額増資が市の認可を得られておらず資金繰りに窮しており、島からの資金融通や島への信用に基づく銀行からの融資でかろうじて営業を継続する状態であったという。宮崎の社長就任後、1920年5月市の承認を得て1年間の期限付きながら電気料金の値上げを実施、12月には交渉の末に倍額増資を市に認めさせることにも成功。発電費の減少もあり赤字転落は1期のみで済み1920年下期以後会社の業績は回復に向かった。
大阪電灯以外では、同社と京都電灯・北陸電化（社長山本条太郎）の3社の関係者により北陸・関西北部での水力開発を目指し起業された日本水力にも参加し、1919年10月の会社設立とともに同社の副社長に就任した（社長は山本条太郎）。設立半年後の戦後恐慌を機に日本水力には福澤桃介率いる木曽電気興業・大阪送電との合併話が浮上、1921年2月合併成立の運びとなり資本金1億円の大規模電力会社大同電力が発足する。社長には福澤桃介が就き、宮崎は合併成立を控えた1920年11月大同電力の副社長に選ばれた。以後、1928年10月の死去時まで在任した。なお、当初副社長は宮崎1名のみであったが、1924年に増田次郎が追加され、増田の社長昇格後の1928年8月には村瀬末一・太田光凞も加えられた。ただし宮崎と異なり他の3名は代表権のある代表取締役副社長である。
一方の大阪電灯では、1922年1月、報償契約の規定によって事業を市営化する権利が発生したことから、大阪市当局との間で市営化交渉が始まった。市と会社は事業買収価格や買収の範囲をめぐって1年以上にわたって対立を続ける。市との交渉は初め常務の河合鼇が担当していたが、河合が7月に病臥したため社長の宮崎が自ら交渉にあたる。しかし9月宮崎も発病したため、元技師長の木村駒吉が交渉の席に着くことになった。1923年1月、交渉開始から1年を過ぎ当事者間以外にも問題が広がって収拾がつかなくなったことから大阪府知事井上孝哉が仲介に入る。知事の斡旋で間もなく市営化の合意が成立、その後大阪電灯と大同電力の間に紛争が起きたがこれも知事の調停で処理され、6月21日大阪市と大阪電灯・大同電力の間で事業譲渡契約が締結に至った。
1923年10月1日、大阪電灯の事業は大阪市に引き継がれ（大阪市営電気供給事業）、市営化対象から外れた残余事業についても大同電力へと引き継がれた。そして同日、大阪電灯は解散した。宮崎は解散時まで社長に在任し、解散と同時に清算人に就任している。

## 著作
- 『公會月報【創刊号】』左乙女豊秋/徳富猪一郎/角中主一郎/清田海一郎 公會月報社(大阪) 1890年（明治23年）
- 『欧米より帰りて』 - 1922年。NDLJP:964407

## 親族
- 妻・ユフ - 栗原素行（日本聖公会聖職者・執事、沼津聖ヨハネ教会創設者[33]）の二女、明治2年3月生まれ[34]。
- 宮崎高四 - 熊本県人大谷高寛の四男で婿養子（次女千鶴の夫）となる。1930年衆議院議員に当選[35]。